# Ники Сикс
Франк Карлтън Серафино Ферана Джуниър (Frank Carlton Serafino Feranna Jr.), по-известен професионално като Ники Сикс (Nikki Sixx), e американски музикант – басист и основен текстописец на глем / хевиметъл групата Мотли Крю.

## Биография
Отгледан е от самотната си майка Deana Haight и нейния приятел-побойник, след като истинският му баща Франк изоставил семейството. Когато Ники е на 6, с майка му се местят в Мексико за кратко и после в Айдахо с баба си и дядо си. Семейството се мести още няколко пъти в Ел Пасо, Тексас, после в Ню Мексико, обратно в Ел Пасо и после отново обратно в Айдахо.
Докато живеел в Айдахо, Сикс станал вандал, нахлувал в къщите на съседите и го изключили от училище заради наркотици. Дядо му и баба му го изпратили да живее с майка си, която се била преместила в Сиатъл. Той живял там за кратко, научил се да свири на бас китара след като си купил първата такава с парите от продадена китара, която откраднал от музикален магазин.
На 17 години се преместил в Ел Ей сам; получил работа в магазин за алкохол.
През 1981 Сикс вече бил развил своята идея да създаде най-добрата група за новото десетилетие. Неговата идея била подкрепена от китариста Мик Марс, барабаниста Томи Лий и вокала Винс Нийл.
Също като останалите от групата, Сикс се възползвал от огромния достъп, който имала групата до алкохол и наркотици (най-вече хероин). Вечерта на 23 декември 1987 г. Ники е обявен за мъртъв вследствие на свръхдоза и бил съживен с 2 дози адреналин директно в сърцето (този инцидент е и вдъхновението му за песента „Kickstart My Heart“). В интервю Ники разказва, че след като пристигнала линейката, един от парамедиците бил фен на Motley Crüe и казал „Точно този няма да умре!“. В по-предишно пътуване до Лондон Сикс отново поел свръхдоза в къщата на един дилър. Не е бил обявен за мъртъв, но хората на дилъра го изхвърлили в кофа за боклук, след като го пребили с бейзболни бухалки. Този случай стои зад част от текста на песента „Dancing on Glass“ – „Valentine's in London, found me in the trash“. Скоро след сериозният инцидент, случил се с Ники, той и останалите от групата били приети в рехабилитационен център. Ники е написал голяма част от песните на групата. Той стои зад най-големите им хитове като „Live Wire“, „Home Sweet Home“, „Girls, Girls, Girls“, „Kickstart My Heart“ и „Dr. Feelgood“.
Сикс е бил сгоден за кратко през 1987 за Денис Матюс, известна още като Vanity (вокалистка на групата Vanity 6), но така и не се оженили. От май 1989 до ноември 1996 Ники е бил женен за Плейбой моделът Brandi Brandt. Те имат 3 деца – Gunnar Nicholas Sixx (b. 25 януари 1991), Storm Brieanne Sixx (b. 14 април 1994) и Dekker Nilsson Sixx (b. 23 май 1995). Един месец след развода Сикс се жени за актрисата и Плейбой модел Donna D'Errico. Двойката се развежда на 27 април 2006. Двамата имат 1 дъщеря – Frankie-Jean Mary Sixx (b. 2 януари 2001). От 2008 година насам Сикс се среща с Кат Вон Ди-американска татуистка.
През септември 2007 излиза автобиографичната книга The Heroin Diaries, в която Ники разказва за периода на зависимостта си към наркотиците. Към книгата излиза и саундтрак с песен към всяка глава. Първият сингъл вече има и клип.
|  | Тази страница частично или изцяло представлява превод на страницата Nikki Sixx в Уикипедия на английски. Оригиналният текст, както и този превод, са защитени от Лиценза „Криейтив Комънс – Признание – Споделяне на споделеното“, а за съдържание, създадено преди юни 2009 година – от Лиценза за свободна документация на ГНУ. Прегледайте историята на редакциите на оригиналната страница, както и на преводната страница, за да видите списъка на съавторите. ВАЖНО: Този шаблон се отнася единствено до авторските права върху съдържанието на статията. Добавянето му не отменя изискването да се посочват конкретни източници на твърденията, които да бъдат благонадеждни. |

1. ↑  ultimateclassicrock.com
2. 1 2  blabbermouth.net